# 交通安全

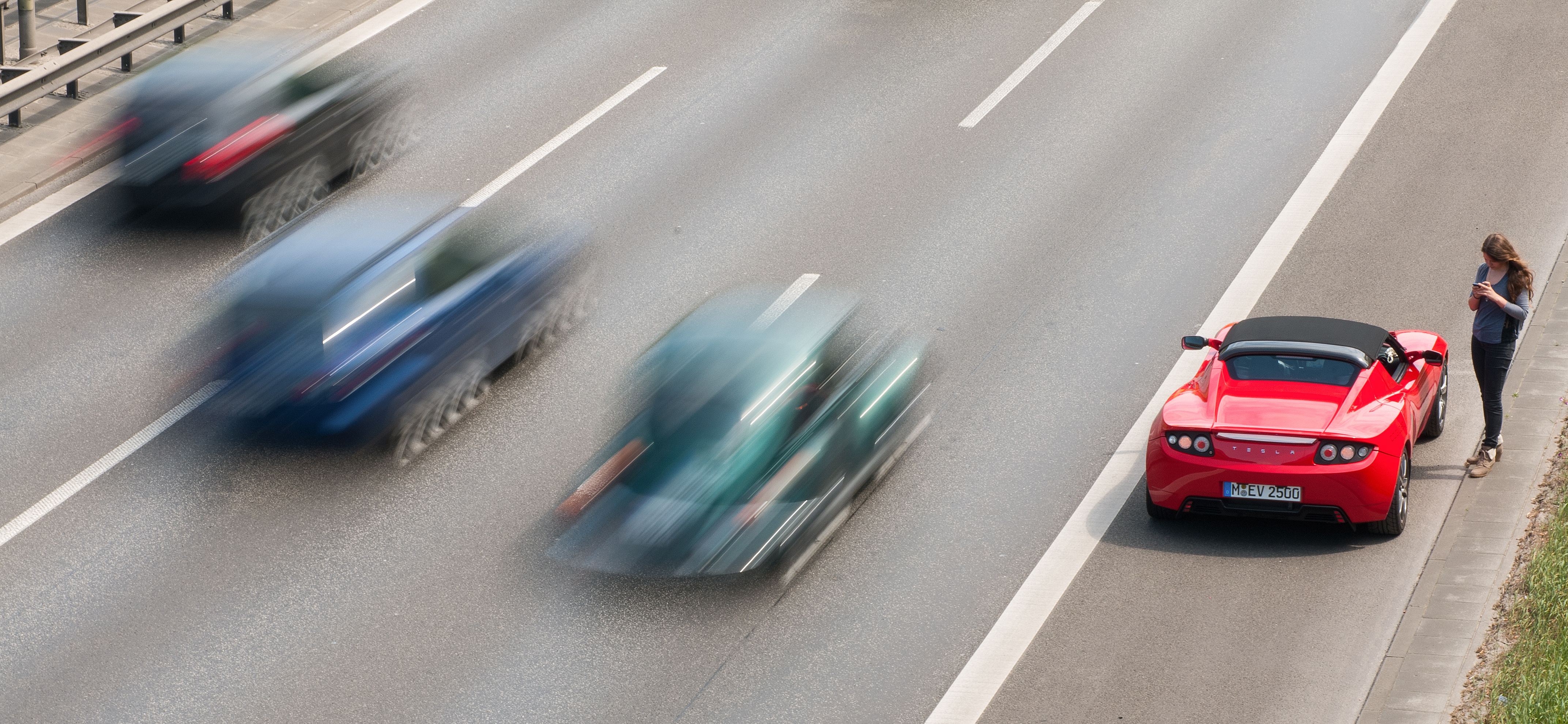
高速道路で故障した自動車

交通安全（こうつうあんぜん）とは、乗り物単体や乗り物同士、乗り物と人などが事故を起こさず安心して往来することを意味するもので、交通事故防止の言い換え。また、その心掛けや取り組み。対自動車や自転車など陸上の交通のほか、航空や海上での交通に対しても用いられる言葉である。

## 日本の交通安全政策

### 陸上交通における交通安全

#### 道路交通

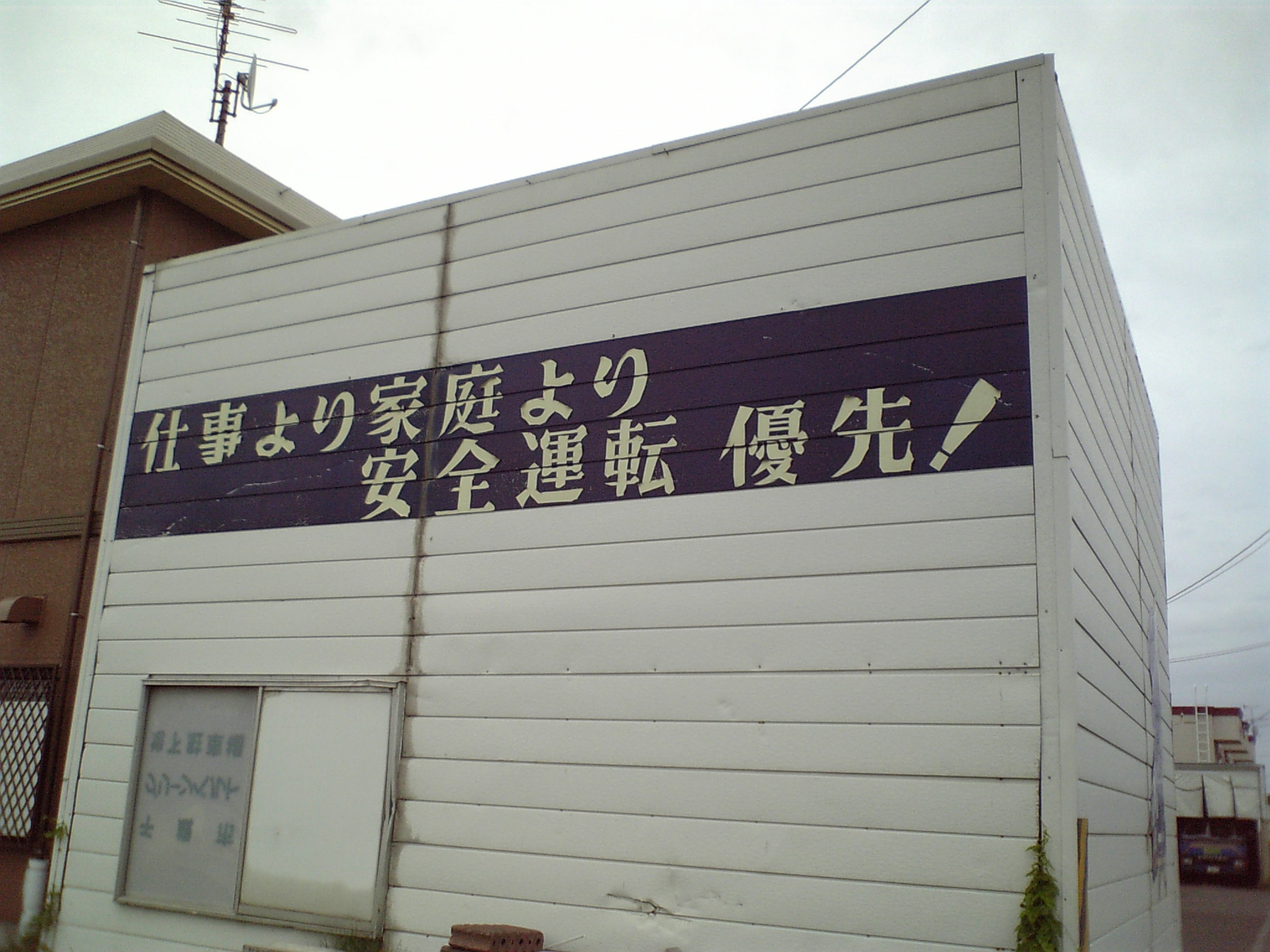
標語

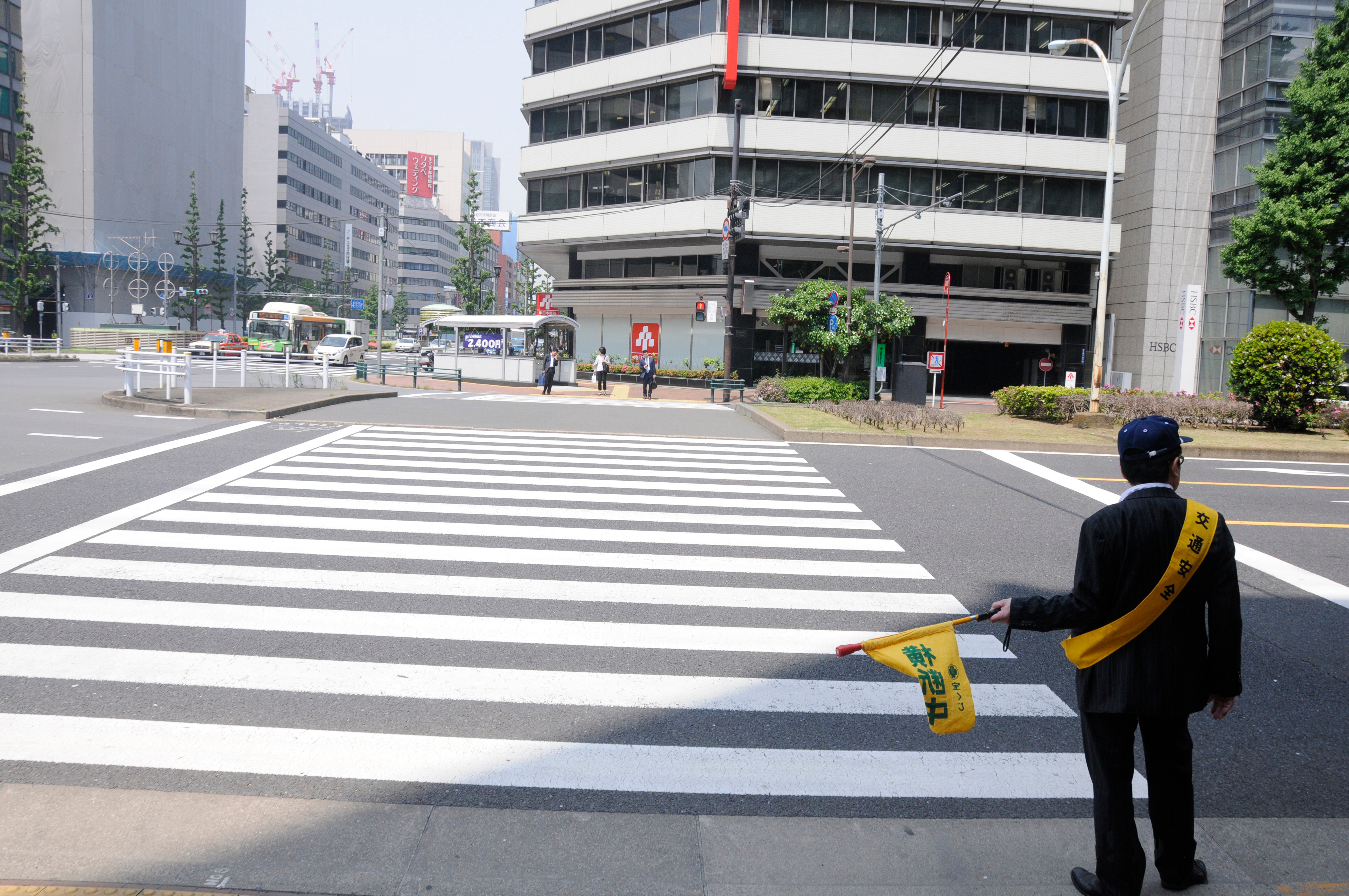
横断歩道での支援

日本では、道路交通法で道路の使用方法と使用者（歩行者や運転手）の義務を定めている。道路運送法では、その第22条や第27条等で運行業者の安全義務および事故の報告と公表を定める。道路運送車両法では車両の構造の最低基準を定めており、自動車に欠陥が見つかった際に行われるリコール制度もこの法律による。道路法では、道路の在り方とその管理責任が規定されている。これらの法律にはその細目を定めた施行令（政令）や施行規則（告示）、通達などがある。なお、1970年（昭和45年）交通事故の多発化に伴い、交通安全対策基本法が制定されている。また、自転車を対象に、自転車の安全利用の促進及び自転車等の駐車対策の総合的推進に関する法律が整備され、駐輪場の設置、通行の妨げとなる放置自転車への対処、及び自転車向けの交通安全教育などの概略が定められている。
日本の交通安全政策は、交通安全施設に対する投資、運転免許制度の整備、交通安全思想の啓発普及、交通指導取締りに大別される。
- 交通安全施設に対する投資
  - 1966年に交通安全施設等整備事業の推進に関する法律が公布されている[1]。
- 運転免許制度の整備
  - 1960年の道路交通法によって、指定自動車教習所制度がスタートした[1]。
- 交通安全思想の啓発普及
  - 行政においては内閣府や警察庁などが主催する、春と秋の全国交通安全運動がある。また、小中学校や幼稚園、保育園などの教育機関は、随時意識の啓発に努めている他、地元警察と連携し、年一回程度、歩行者・自転車の交通規則、校区内の危険箇所の周知徹底などを行うため、交通安全教室を開いている。
  - 民間の取り組みでは、運転中は前照灯を常時点灯させることで、周囲にいち早く気づいてもらうとともに自身が目立っているという意識から交通安全をより心掛けさせる「デイライト運動」（昼間点灯運動）や夕暮れ時において早めに前照灯を点灯させる「トワイライト・オン運動」[2]などがある。また、自動車メーカー各社は、例えばトヨタのGOAやダイハツのTAFといった事故の衝撃を和らげる車体構造などの事故を軽減する技術や、ホンダのレジェンドなどに装備されるインテリジェントナイトビジョンシステムのような、いわゆる予防安全の技術の開発を行っている。ヤマト運輸などの運送会社や自動車学校など自動車に関係する企業には、子どもを対象にした交通安全教室を独自に若しくは教育機関と連携して実施しているところもある。
  - 上述のように、義務教育諸学校等の教育機関や警察、自動車と関わりの深い企業が単独若しくは複数の機関と連携し、交通ルールや自動車の恐ろしさを、実演や映像、ミニチュアなどの資料を用い周知させ、交通安全意識の向上に努めている。内容は、以下のようなものがある。
    - 映像
交通事故が起こる原因やその後の経過（悲劇）を実写やアニメーションで再現したもの。この中に、交通ルールの説明や回避するためにはどうしたらよいかなどが含まれる。紙芝居を利用したものもある。
    - 講義（授業）
具体的な事例をもとに、話し合いながら交通安全対策を考える。
    - 実演（実習）
運動場や体育館に交差点や踏切のある道路を再現し、模範的な行動を教授する。この際、教具用の信号や標識が用いられることもある。また、ダミー人形（ダンボールや風船で作られたものなど）に走行する自動車をぶつけたり、ブレーキの制動距離を見せるなど、車の危険性についても実感させることもある。

  - 一般社団法人安全運転推進協会が、ドライバーに安全に対する意識を向上してもらうことを目的とし、安全運転能力検定を主催している。
- 交通指導取締り
  - 交通取締りは交通安全政策の中心となるもので、1947年に道路交通取締法が制定された[1]。しかし、交通法規は刑法とは異なるという認識と、警察と市民の信頼関係に立脚するという見地から、1960年に道路交通法に改正された[1]。

#### 鉄道交通

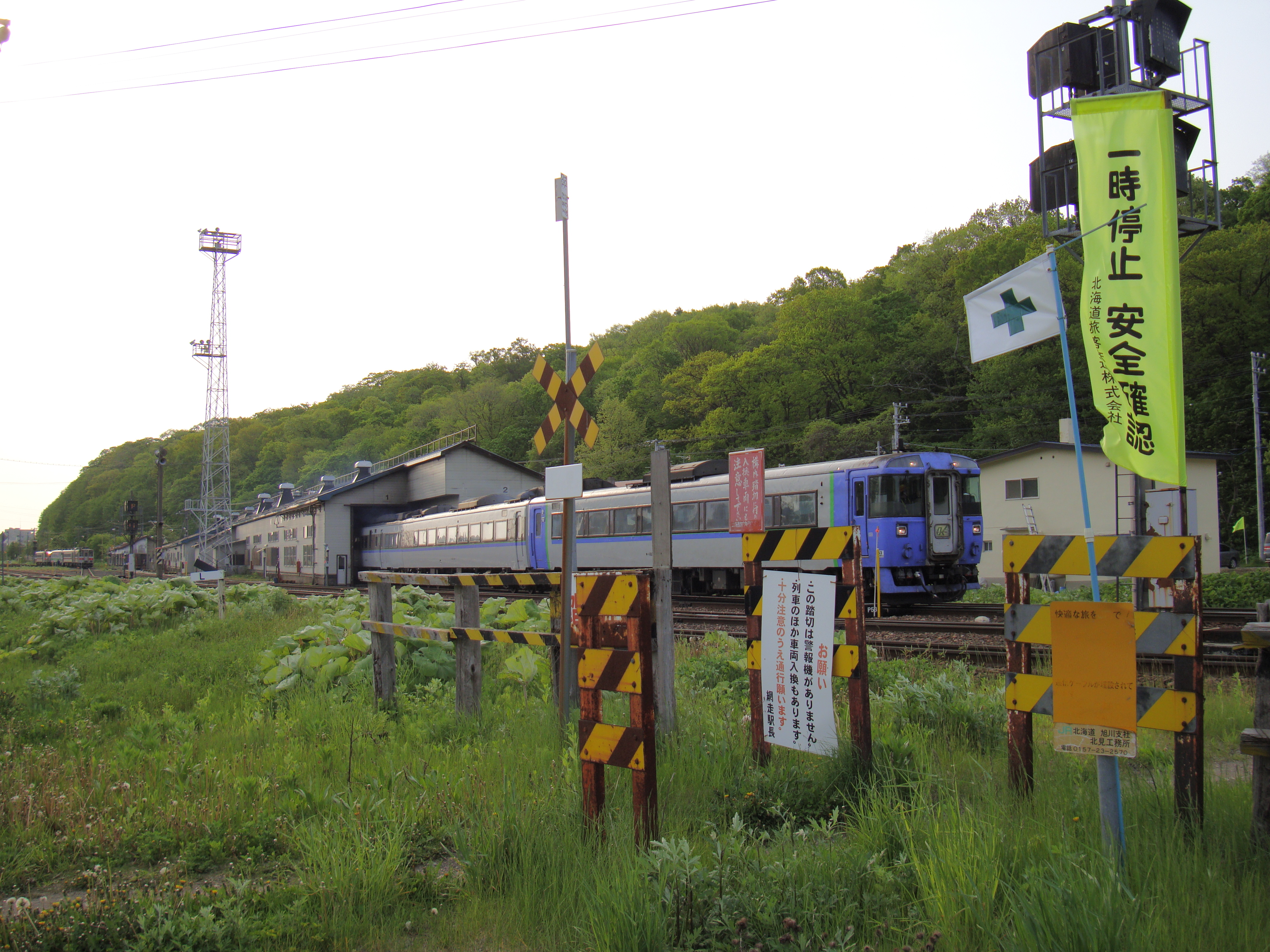
標語の掲げられた踏切（網走駅構内）

PTAが設置した注意喚起の看板（津軽大沢駅前）

鉄道車両は制動距離が長く操舵機能をもたないため、進路に人や車が立ち入った場合大きな事故を招きやすい。とりわけ平面交差する踏切での事故防止は大きな課題であり、JRでは毎年新年度に「踏切事故0運動」として踏切利用者への啓発キャンペーンを行っている。このほかにも各鉄道事業者、自治体、警察、PTAなどで看板の掲示や前述の交通安全教室などの事故防止運動が行われている。
なお、日本の新幹線においては人が線路内に立ち入らない前提で超高速運転を実現しているため、新幹線特例法によって線路内への立ち入りや物品の投げ入れを厳禁している。
- 関連法規
  - 鉄道営業法
  - 新幹線鉄道における列車運行の安全を妨げる行為の処罰に関する特例法（新幹線特例法）

### 航空交通における交通安全
- 航空法など。

航空法第51条及び51条の2により、60m以上の高さの建造物（それ以下の高さでも航空の安全が損なわれる恐れがある場合のものを含む）には赤白の縞々である昼間障害標識や航空障害灯の義務がある（1958年（昭和35年）より）。

### 海上交通における交通安全
海上交通三法として、海上衝突予防法、海上交通安全法、港則法が定められている。
海上保安庁が海の安全を管理しており、交通の難所や往来の激しい港湾には海上交通センターが設置され、情報の提供や航行管制がなされている。

## アメリカの交通安全政策

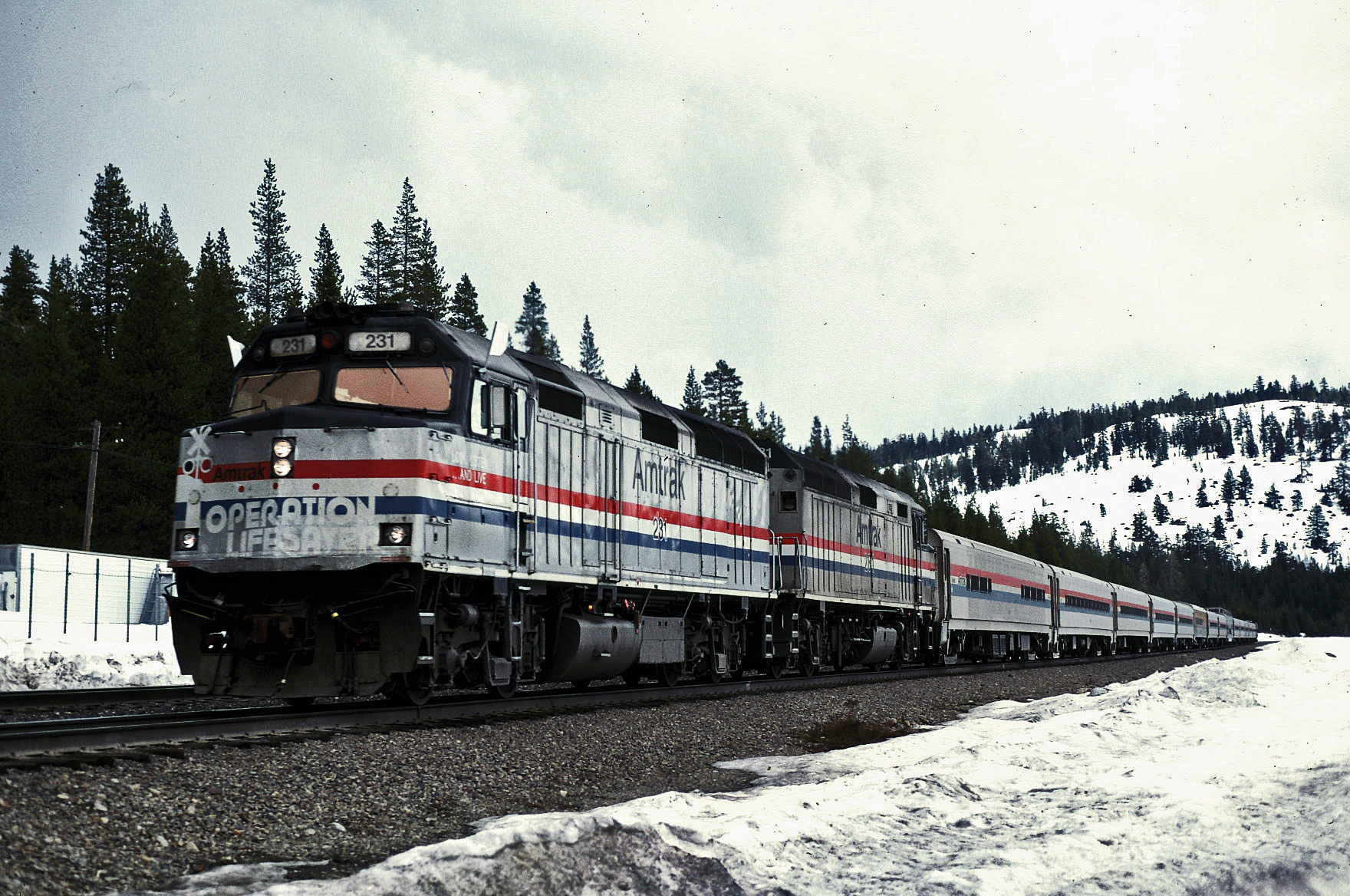
「オペレーション・ライフセーバー」塗装の機関車（米国・アムトラック カリフォルニアにて）

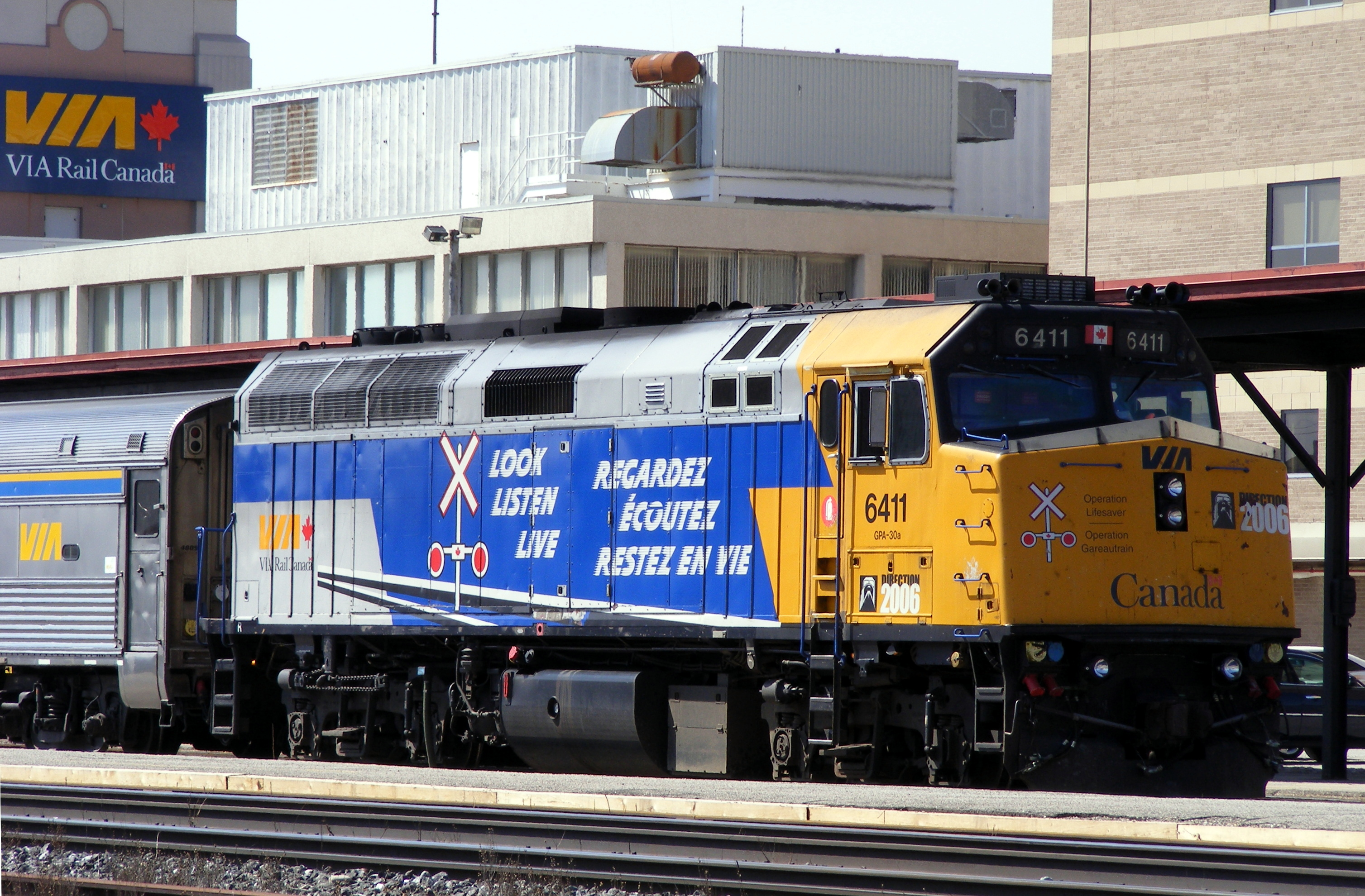
踏切交通安全を啓蒙する塗装の機関車（カナダ・VIA鉄道 オンタリオにて）

### 道路交通における交通安全
アメリカでの道路交通安全政策は連邦政府及び州政府によって行われている。
- 1968年 - 自動車のシートベルト装備を義務づける連邦法[1]。
- 1973年 - 石油禁輸に対応して最高速度制限を時速55マイルとする連邦法[1]。
- 1987年 - 特定地域の州間高速道路の速度上限を州法で時速65マイルにまで引き上げることができるよう緩和[1]。
- 1995年 - 連邦法による速度制限を完全撤廃（速度制限規制を州法に委ねる）[1]。

### 鉄道交通における交通安全
米国ではオペレーション・ライフセーバー（英語: Operation Lifesaver）という鉄道交通安全組織が1972年にアイダホ州ハイウェイパトロール、州知事、ユニオン・パシフィック鉄道が発起人となって成立し、以来各鉄道会社合同で鉄道人身事故全般に対する啓蒙活動を行っている。

## イギリスの交通安全政策

### 陸上交通における交通安全
2006年に道路交通事故による死傷者削減を目的とする道路安全法案が成立した。

### 海上交通における交通安全
海上交通における安全を実現・実行するための機関として海事沿岸警備庁があり、下部組織の王立沿岸警備隊によって海難事故での捜索・救難活動や船舶の安全基準確認が行われている。

## 中国の交通安全政策
1978年の改革開放政策以前の中国では自動車普及率が低かったが、1980年代から交通事故が急増すると政府は交通安全政策に積極的な役割を果たすようになった。1988年には道路交通管理規制、1991年には交通事故の処理が国務院から出された。2004年5月1日には中国で初めての交通安全法規となる道路交通安全法が施行された。